# Luttenbach-près-Munster
 Luttenbach-près-Munster  (en alsacià Lüttebà bi Mínschter) és un municipi francès, situat a la regió del Gran Est, al departament de l'Alt Rin. L'any 2004 tenia 837 habitants.

## Demografia
| 1962 | 1968 | 1975 | 1982 | 1990 | 1999 |
| ---- | ---- | ---- | ---- | ---- | ---- |
| 726  | 729  | 707  | 682  | 717  | 820  |

## Administració
| Període   | Identitat        | Partit |
| --------- | ---------------- | ------ |
| 2001-     | Francis Klein    |        |
| 2008-     | Daniel Furth     |        |
| 1977-1989 | Paul Dietrich    |        |
| 1989-     | Norbert Schickel |        |